# Ciclismo en los Juegos Mediterráneos de 2009
La competición de ciclismo en los Juegos Mediterráneos de 2009 se realizó en un circuito en los alrededores de la ciudad de Pescara (Italia) entre el 30 de junio y el 3 de junio de 2009.

## Resultados

### Masculino
| Evento               | Oro                                | Plata                          | Bronce                                 |
| -------------------- | ---------------------------------- | ------------------------------ | -------------------------------------- |
| Contrarreloj (30.06) | Adriano Malori · Italia · 28:28,61 | Tony Gallopin Francia 29:09,17 | Ioannis Tamouridis · Grecia · 29:27,71 |
| Ruta (03.07)         | Enrico Peruffo · Italia · 3:08:15  | Marko Kump Eslovenia 3:08:15   | Andrea Guardini · Italia · 3:08:15     |

### Femenino
| Evento       | Oro                               | Plata                          | Bronce                              |
| ------------ | --------------------------------- | ------------------------------ | ----------------------------------- |
| Ruta (03.07) | Luisa Tamanini · Italia · 1:15:24 | Julie Krasniak Francia 1:15:28 | Giorgia Bronzini · Italia · 1:15:33 |

## Medallero
| Núm. | País      | Oro | Plata | Bronce | Total |
| ---- | --------- | --- | ----- | ------ | ----- |
| 1    | Italia    | 3   | 0     | 2      | 5     |
| 2    | Francia   | 0   | 2     | 0      | 2     |
| 3    | Eslovenia | 0   | 1     | 0      | 1     |
| 4    | Grecia    | 0   | 0     | 1      | 1     |
|      | TOTAL     | 3   | 3     | 3      | 9     |

- Datos: Q5637111